# Bronwen
Bronwen (pronuncia: /ˈbrɔnwɛn/) è un nome proprio di persona gallese femminile.

## Varianti
- Femminili: Bronwyn[1][2][3], Bronwynne[3]
  - Ipocoristici: Bron[1][2]

## Origine e diffusione
È un composto dei due elementi gallesi bron ("seno") e gwen ("bianca", "pura", "benedetta"), quindi può essere interpretato come "seno bianco". Il nome è entrato nell'uso comune solo a partire dal XIX secolo; prima, se ne trovano alcuni esempi letterari, compreso uno nel Libro bianco di Rhydderch in cui costituisce un nome alternativo per la dea Branwen (il cui nome vuol dire "corvo bianco" o "corvo bello", da bran, "corvo", e gwen).
È stato popolarizzato fra i parlanti inglesi da Richard Llewellyn, che lo usò nella sua opera intitolata Com'era verde la mia vallata. Negli Stati Uniti, nel tardo XX secolo, il nome si è sviluppato nella variante Bronwyn (e Bronwynne), pensata come femminile, che tuttavia in gallese sarebbe tecnicamente maschile: questo perché in gallese la terminazione in -wyn è maschile (come in Gwyn e Carwyn), e ha il suo femminile in -wen (come in Arianwen).

## Onomastico
Il nome è adespota, non essendo portato da alcuna santa. L'onomastico si può festeggiare il 1º novembre, per Ognissanti.

## Persone

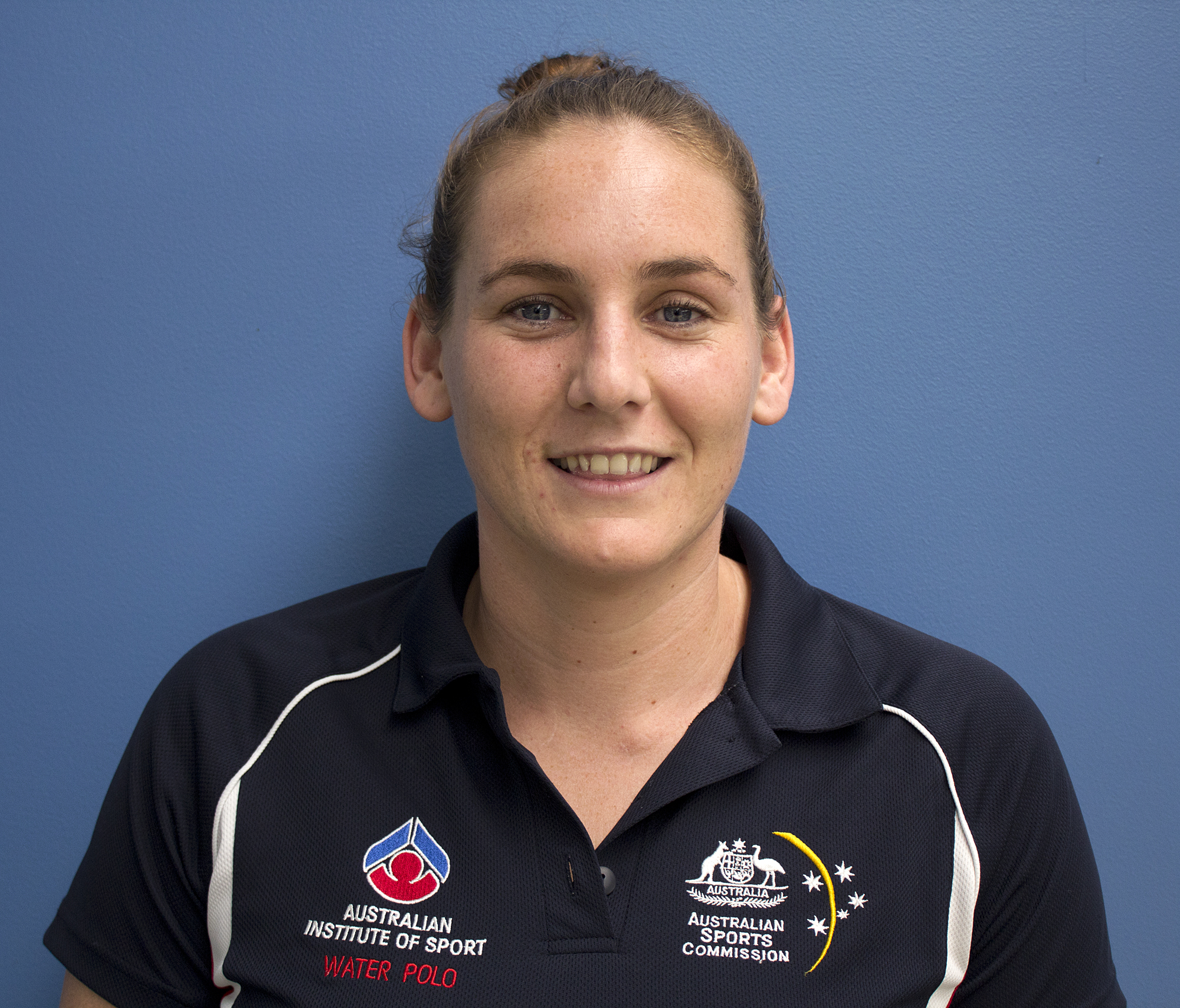
Bronwen Knox

- Bronwen Knox, pallanuotista australiana

### Variante Bronwyn
- Bronwyn Eagles, martellista australiana
- Bronwyn Marshall, cestista australiana
- Bronwyn Mayer, pallanuotista australiana